# August Sasko-Weissenfelský
August Sasko-Weissenfelský (13. srpna 1614, Drážďany – 4. června 1680, Halle) byl sasko-weissenfelským vévodou z rodu Wettinů a administrátorem magdeburského arcibiskuptví.

## Mládí
August se narodil jako čtvrtý (ale druhý přeživší) syn saského kurfiřta Jana Jiřího a jeho druhé manželky Magdaleny Sibylly Pruské.
23. ledna 1628 byl ve třinácti letech jmenován správcem magdeburského arcibiskupství, a to jeho kapitulou, aby v držení tohoto titulu nahradil Kristiána Viléma Braniborského. To už August tři roky sloužil jako koadjutor. Svůj post však nemohl převzít: 20. května 1631, po sedmi měsících obléhání a drancování během Magdeburské svatby město dobyli císařští vojáci; titul arcibiskupa a správce Magdeburku převzal Augustův katolický konkurent, rakouský arcivévoda Leopold Vilém. Pražský mír (1635) potvrdil jeho vládu nad městem, ale o tři roky později švédští vojáci habsburskou armádu vyhnali a od 19. října 1638 obnovili jako správce Augusta. August nakonec převzal plnou kontrolu nad Magdeburgem dne 31. prosince 1642 poté, co byla uzavřena smlouva o neutralitě se švédským generálem Lennartem Torstensonem. Poté byl schopen zahájit rekonstrukci města.
V roce 1643 byl na popud Ludvíka I. Anhaltsko-Köthenského přijat do společnosti Fruchtbringende.

## Sasko-weissenfelský vévoda
Ve své vůli z 20. července 1652 kurfiřt Jan Jiří I. nařídil rozdělení Albertinského území, které bylo provedeno 22. dubna 1657 v Drážďanech. August zdědil města Weißenfels a Querfurt a stal se jejich vévodou.
August také zvýšil své příjmy převzetím správy hrabství Barby během nezletilosti hraběte Augusta Ludvíka. 17. října 1659 však mladý hrabě krátce po dosažení plnoletosti zemřel. S ním linie Barby zanikla. Spor o jeho pozemky byl o sedm let později vyřešen ve prospěch Augusta. Ve své poslední vůli zanechal vévoda Barby svému synovi Jindřichovi.
25. července 1660 August položil první kámen svého oficiálního sídla, zámku Neu-Augustusburg ve Weissenfelsu. Tento zámek byl postaven na stejném místě jako ten, který tam stál předtím a který byl zpustošen švédskými jednotkami. Vévoda zemřel ještě před jeho dokončením.
15. července 1667 synové zesnulého vévody Viléma Sasko-Výmarského nabídli Augustovi předsednictví nadace a společnosti Fruchtbringende (Societas fructifera). August tento úřad s odpovědností za podporu práce umělců a vědců přijal. Jeho činnosti jako patrona zanechaly značné dluhy, s nimiž se jeho potomci museli vypořádat.
Vévoda August zemřel 4. června 1680 ve věku 65 let ve městě Halle.

## Manželství a potomci
23. listopadu 1647 se třiatřicetiletý August ve Schwerinu oženil s o třináct let mladší Annou Marií, dcerou vévody Adolfa Fridricha I. Meklenburského. S tou měl dvanáct dětí:
- Magdaléna Sibyla Sasko-Weissenfelská (2. září 1648 – 7. ledna 1681), ⚭ 1669 Fridrich I. Sasko-Gothajsko-Altenburský (15. července 1646 – 2. srpna 1691), vévoda sasko-gothajsko-altenburský
- Jan Adolf I. Sasko-Weissenfelský (2. listopadu 1649 – 24. května 1697), vévoda sasko-weissenfelský, ⚭ 1671 Johanna Magdalena Sasko-Altenburská (14. ledna 1656 – 22. ledna 1686)
- August Sasko-Weissenfelský (3. prosince 1650 – 11. srpna 1674), probošt v Magdeburgu, ⚭ 1673 Šarlota Hesensko-Eschwegská (3. září 1653 – 7. února 1708)
- Kristián Sasko-Weissenfelský (25. ledna 1652 – 24. srpna 1689)
- Anna Marie asko-Weissenfelská (28. února 1653 – 17. února 1671)
- Žofie Sasko-Weissenfelská (23. června 1654 – 31. března 1724), ⚭ 1676 Karel Anhaltsko-Zerbstský (16. října 1652 – 3. listopadu 1718), kníže anhaltsko-zerbstský
- Kateřina Sasko-Weissenfelská (12. září 1655 – 21. dubna 1663)
- Kristýna Sasko-Weissenfelská (25. srpna 1656 – 27. dubna 1698), ⚭ 1676 August Fridrich Holštýnsko-Gottorpský (6. května 1646 – 2. října 1705), kníže-biskup v Lübecku
- Jindřich Sasko-Weissenfelský (29. září 1657 – 16. února 1728), hrabě z Barby, ⚭ 1686 Alžběta Albertina Anhaltsko-Desavská (1. května 1665 – 5. října 1706)
- Albrecht Sasko-Weissenfelský (14. dubna 1659 – 9. května 1692), ⚭ 1687 Kristýna Tereza z Löwenstein-Wertheim-Rochefortu (12. října 1665 – 4. dubna 1730)
- Alžběta Sasko-Weissenfelská (25. srpna 1660 – 11. května 1663)
- Dorotea Sasko-Weissenfelská (17. prosince 1662 – 12. května 1663)

29. ledna 1672, dva roky po smrti manželky, se vévoda v Halle podruhé oženil s o třiatřicet let mladší Johanou Walpurgis Leiningensko-Westerburskou (1647–1687), se kterou měl tři syny:
- Fridrich Sasko-Weissenfelský (20. listopadu 1673 – 16. dubna 1715), ⚭ 1682 Emílie Anežka z Reussu (11. srpna 1667 – 15. října 1729)
- Mořic Sasko-Weissenfelský (5. ledna 1676 – 12. září 1695), svobodný a bezdětný
- syn (*/† 1679)

## Vývod z předků
|                            |                                  |  |                                   |                               |  |  |  |  |  |  |  | Jindřich Zbožný |
|                            |                                  |  |                                   |                               |  |  |  |  |  |  |  |                 |
|                            | August Saský                     |  |                                   |                               |  |  |  |  |  |  |  |                 |
|                            |                                  |  |                                   |                               |  |  |  |  |  |  |  |                 |
|                            |                                  |  |                                   | Kateřina Meklenburská         |  |  |  |  |  |  |  |                 |
|                            |                                  |  |                                   |                               |  |  |  |  |  |  |  |                 |
|                            | Kristián I. Saský                |  |                                   |                               |  |  |  |  |  |  |  |                 |
|                            |                                  |  |                                   |                               |  |  |  |  |  |  |  |                 |
|                            |                                  |  |                                   | Kristián III. Dánský          |  |  |  |  |  |  |  |                 |
|                            |                                  |  |                                   |                               |  |  |  |  |  |  |  |                 |
|                            | Anna Dánská                      |  |                                   |                               |  |  |  |  |  |  |  |                 |
|                            |                                  |  |                                   |                               |  |  |  |  |  |  |  |                 |
|                            |                                  |  |                                   | Dorotea Sasko-Lauenburská     |  |  |  |  |  |  |  |                 |
|                            |                                  |  |                                   |                               |  |  |  |  |  |  |  |                 |
|                            | Jan Jiří I. Saský                |  |                                   |                               |  |  |  |  |  |  |  |                 |
|                            |                                  |  |                                   |                               |  |  |  |  |  |  |  |                 |
|                            |                                  |  |                                   | Jáchym II. Hektor Braniborský |  |  |  |  |  |  |  |                 |
|                            |                                  |  |                                   |                               |  |  |  |  |  |  |  |                 |
|                            | Jan Jiří Braniborský             |  |                                   |                               |  |  |  |  |  |  |  |                 |
|                            |                                  |  |                                   |                               |  |  |  |  |  |  |  |                 |
|                            |                                  |  |                                   | Magdalena Saská               |  |  |  |  |  |  |  |                 |
|                            |                                  |  |                                   |                               |  |  |  |  |  |  |  |                 |
|                            | Žofie Braniborská                |  |                                   |                               |  |  |  |  |  |  |  |                 |
|                            |                                  |  |                                   |                               |  |  |  |  |  |  |  |                 |
|                            |                                  |  |                                   | Jiří Braniborsko-Ansbašský    |  |  |  |  |  |  |  |                 |
|                            |                                  |  |                                   |                               |  |  |  |  |  |  |  |                 |
|                            | Sabina Braniborsko-Ansbašská     |  |                                   |                               |  |  |  |  |  |  |  |                 |
|                            |                                  |  |                                   |                               |  |  |  |  |  |  |  |                 |
|                            |                                  |  |                                   | Hedvika Minsterberská         |  |  |  |  |  |  |  |                 |
|                            |                                  |  |                                   |                               |  |  |  |  |  |  |  |                 |
| August Sasko-Weissenfelský |                                  |  |                                   |                               |  |  |  |  |  |  |  |                 |
|                            |                                  |  |                                   |                               |  |  |  |  |  |  |  |                 |
|                            |                                  |  | Fridrich I. Braniborsko-Ansbašský |                               |  |  |  |  |  |  |  |                 |
|                            |                                  |  |                                   |                               |  |  |  |  |  |  |  |                 |
|                            | Albrecht Braniborsko-Ansbašský   |  |                                   |                               |  |  |  |  |  |  |  |                 |
|                            |                                  |  |                                   |                               |  |  |  |  |  |  |  |                 |
|                            |                                  |  |                                   | Žofie Jagellonská             |  |  |  |  |  |  |  |                 |
|                            |                                  |  |                                   |                               |  |  |  |  |  |  |  |                 |
|                            | Albrecht Fridrich Pruský         |  |                                   |                               |  |  |  |  |  |  |  |                 |
|                            |                                  |  |                                   |                               |  |  |  |  |  |  |  |                 |
|                            |                                  |  |                                   | Erik I. Brunšvicko-Lüneburský |  |  |  |  |  |  |  |                 |
|                            |                                  |  |                                   |                               |  |  |  |  |  |  |  |                 |
|                            | Anna Marie Brunšvicko-Lüneburská |  |                                   |                               |  |  |  |  |  |  |  |                 |
|                            |                                  |  |                                   |                               |  |  |  |  |  |  |  |                 |
|                            |                                  |  |                                   | Alžběta Braniborská           |  |  |  |  |  |  |  |                 |
|                            |                                  |  |                                   |                               |  |  |  |  |  |  |  |                 |
|                            | Magdalena Sibylla Pruská         |  |                                   |                               |  |  |  |  |  |  |  |                 |
|                            |                                  |  |                                   |                               |  |  |  |  |  |  |  |                 |
|                            |                                  |  |                                   | Jan III. Klevský              |  |  |  |  |  |  |  |                 |
|                            |                                  |  |                                   |                               |  |  |  |  |  |  |  |                 |
|                            | Vilém z Jülich-Cleves-Bergu      |  |                                   |                               |  |  |  |  |  |  |  |                 |
|                            |                                  |  |                                   |                               |  |  |  |  |  |  |  |                 |
|                            |                                  |  |                                   | Marie z Jülichu-Bergu         |  |  |  |  |  |  |  |                 |
|                            |                                  |  |                                   |                               |  |  |  |  |  |  |  |                 |
|                            | Marie Eleonora Klevská           |  |                                   |                               |  |  |  |  |  |  |  |                 |
|                            |                                  |  |                                   |                               |  |  |  |  |  |  |  |                 |
|                            |                                  |  |                                   | Ferdinand I. Habsburský       |  |  |  |  |  |  |  |                 |
|                            |                                  |  |                                   |                               |  |  |  |  |  |  |  |                 |
|                            | Marie Habsburská                 |  |                                   |                               |  |  |  |  |  |  |  |                 |
|                            |                                  |  |                                   |                               |  |  |  |  |  |  |  |                 |
|                            |                                  |  |                                   | Anna Jagellonská              |  |  |  |  |  |  |  |                 |
|                            |                                  |  |                                   |                               |  |  |  |  |  |  |  |                 |